# 케랄라 블래스터스 FC
케랄라 블래스터스 풋볼 클럽(말라얄람어: കേരള ബ്ലാസ്റ്റേഴ്സ്, 힌디어: केरला ब्लास्टर्स एफ.सी., 영어: Kerala Blasters Football Club)는 케랄라주 코치에 위치한 인도의 프로 축구 클럽으로, 인도의 최상위 축구 리그인 인도 슈퍼리그(ISL)에서 경쟁하고 있다. 이 클럽은 ISL의 첫 시즌인 2014년 5월에 설립되었다.
블래스터스는 아시아에서 가장 널리 지지받는 클럽 중 하나이며, 대륙의 축구 클럽 중 가장 큰 소셜 미디어 팔로워를 보유하고 있다. 이 클럽은 또한 팬층으로도 잘 알려져 있으며, 아시아에서 가장 목소리가 크고 열정적인 팬클럽 중 하나로 명성을 얻고 있는 만자파다라는 서포터즈 그룹도 포함되어 있다. 클럽의 문장에는 코끼리가 코로 축구공을 들고 있는 모습이 그려져 있어 케랄라가 스포츠와 깊은 연관이 있음을 나타낸다. 클럽의 전통적인 유니폼은 노란색과 파란색으로 구성되어 있으며, 노란색은 처음부터 클럽의 주요 색상이자 정체성이었다.

## 역사

### 형성
2014년 초, 인도 축구 협회의 관리 기관인 전인도 축구 연맹은 인도 슈퍼리그(ISL)의 첫 시즌을 맞아 일부 도시에서 8개의 프랜차이즈 소유권 입찰을 수락할 것이라고 발표했다. 2014년 4월 13일, 전 인도 크리켓 국가대표팀 주장 사친 텐둘카르와 기업가 프라사드 바라 포틀루리가 코치 프랜차이즈의 판권을 획득했다고 발표했다.  2014년 5월 27일, 클럽의 공식 명칭인 케랄라 블래스터스 FC가 발표되었다.

## 선수 명단

### 현역
참고: FIFA 자격 규정에 따라 소속된 국가대표팀 국기를 표시합니다. 선수는 복수의 FIFA 비회원국 국적을 가지고 있을 수 있습니다.
| 번호 | 포지션 | 국적       | 이름            |
| ---- | ------ | ---------- | --------------- |
| 9    | FW     |            | 헤수스 히메네스 |
| 10   | MF     | 우루과이   | 아드리안 루나   |
| 14   | FW     | 가나       | 콰메 페프라     |
| 15   | DF     | 몬테네그로 | 밀로스 드린치치 |

| 번호 | 포지션 | 국적       | 이름          |
| ---- | ------ | ---------- | ------------- |
| 77   | FW     | 모로코     | 노아 사다위   |
| 94   | MF     | 몬테네그로 | 두샨 라가토르 |

## 역대 감독
| 감독            | 임기      |
| --------------- | --------- |
| 데이비드 제임스 | 2014      |
| 스티브 코펠스   | 2016~2017 |
| 데이비드 제임스 | 2018      |
| 넬루 빙가다     | 2019      |